# Saint-Agil
Saint-Agil ist eine ehemalige französische Gemeinde im Département Loir-et-Cher in der Region Centre-Val de Loire. Sie gehörte zum Arrondissement Vendôme, zum Kanton Le Perche und war Mitglied des Gemeindeverbandes Collines du Perche. Saint-Agil ist eine Commune déléguée in der Gemeinde Couëtron-au-Perche.
Zum 1. Januar 2018 wurden Arville, Oigny, Saint-Agil, Saint-Avit und Souday zur Gemeinde (Commune nouvelle) Couëtron-au-Perche zusammengeschlossen. Saint-Agil ist eine Commune déléguée mit 276 Einwohnern (Stand 1. Januar 2022) innerhalb der neuen Gemeinde.

## Geografie
Saint-Agil liegt im Norden des Départements Loir-et-Cher, etwa 60 Kilometer südwestlich von Chartres und 60 Kilometer östlich von Le Mans.

## Bevölkerungsentwicklung
| Jahr                       | 1962 | 1968 | 1975 | 1982 | 1990 | 1999 | 2006 | 2017 |
| Einwohner                  | 403  | 379  | 340  | 282  | 274  | 258  | 287  | 278  |
| Quellen: Cassini und INSEE |      |      |      |      |      |      |      |      |

## Sehenswürdigkeiten
- Kirche Saint-Agil-et-Saint-Fiacre aus dem 12. Jahrhundert, Umbauten aus dem 16. Jahrhundert
- Schloss Saint-Agil, ursprünglich aus dem 13. Jahrhundert, spätere Umbauten bis 1720, seit 1926 Monument historique

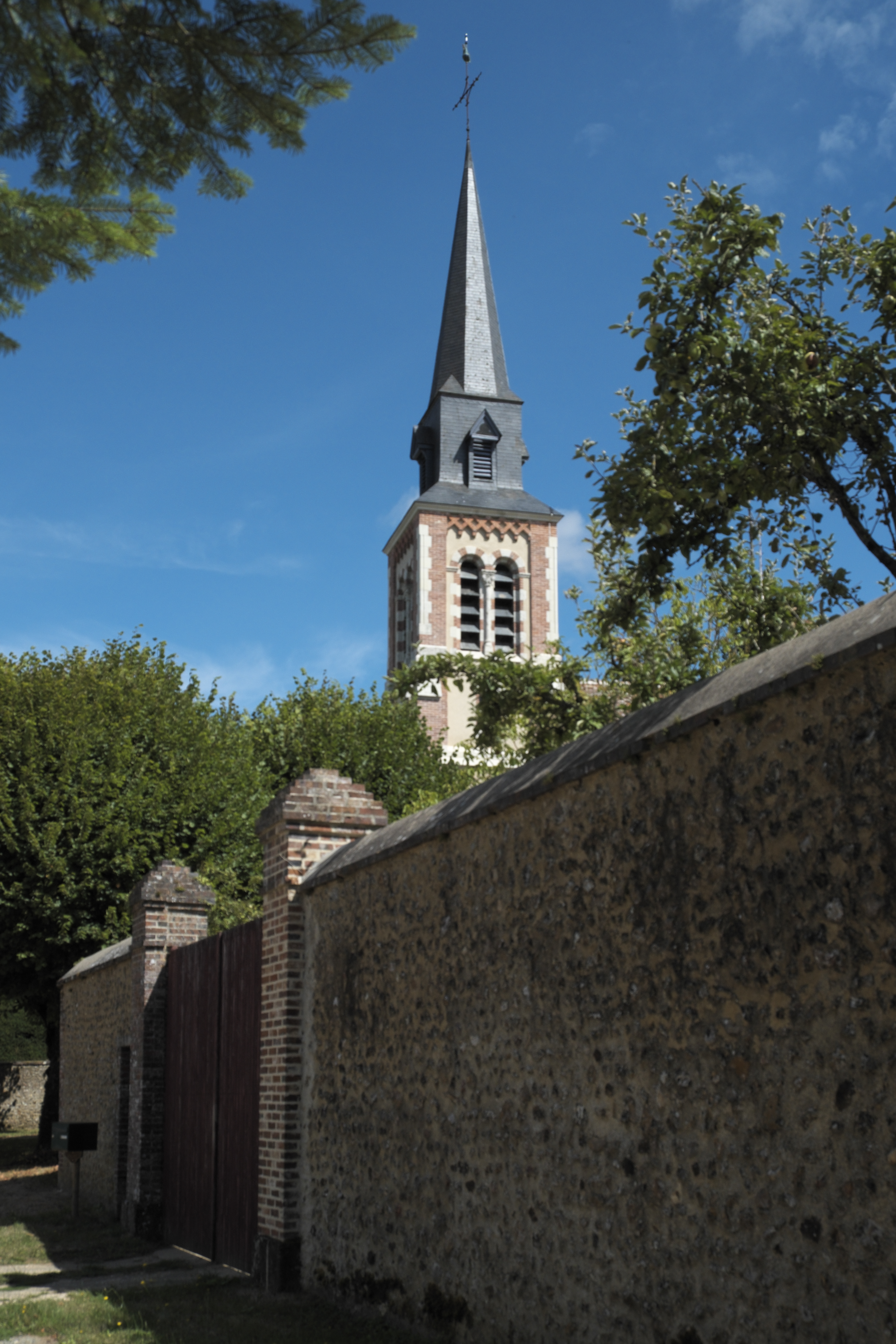
Kirche Saint-Agil-et-Saint-Fiacre
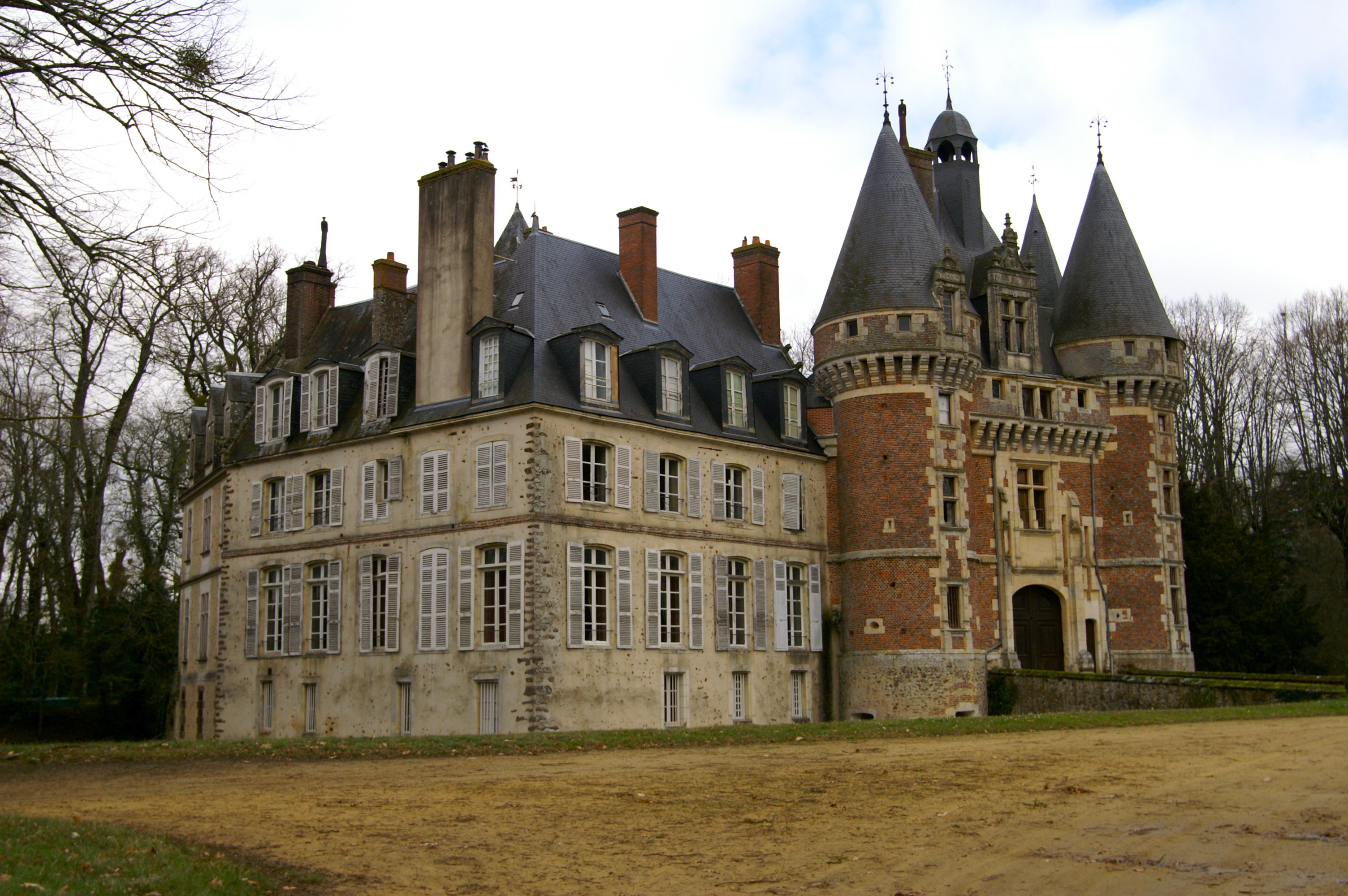
Schloss Saint-Agil